# Dodófélék
A dodófélék (Raphidae) a madarak között a galambalakúak (Columbiformes) rendjébe tartozó kihalt család. 2 nem és 2 faj tartozott a családba.

## Rendszerezés
A család az alábbi nemeket és fajokat foglalta magában.
- Raphus (Brisson, 1760) – 1 faj.
  - † dodó vagy mauritiusi dodó (Raphus cucullatus)

- Pezophaps (Strickland, 1848) – 1 faj.
  - † Rodriguez-szigeti galamb vagy remetegalamb (Pezophaps solitaria)

|  |  |

A családot az alkat és életmód (röpképtelen, gyalogos galambok) feltűnő különbözősége okán különítették el a galambféléktől, de a DNS-vizsgálatok kimutatták, hogy ez helytelen volt: a dodó és a remetegalamb a délkelet-ázsiai sörényes galamb (Caloenus nicobarica) közeli rokonai voltak.